# Michael Therriault
Michael Therriault, född 29 november 1977 i Oakville i Ontario, är en kanadensisk skådespelare. Han har bland annat spelat rollen som Dr. Foley, i slasherfilmen Cult of Chucky (2017). Han har också medverkat i dess uppföljande TV-serie Chucky, i rollen som Nathan Cross (säsong 1) och Spencer Rhodes (säsong 3).

## Filmografi (i urval)

### Filmer
- 2012 – Total Recall
- 2013 – Stranded
- 2013 – The Grand Seduction
- 2015 – Life
- 2015 – Forsaken
- 2017 – Cult of Chucky

### TV-serier
- 2011 – The Listener (TV-serie)
- 2011–2014 – Covert Affairs (TV-serie)
- 2012 – Haven (TV-serie)
- 2012 – Copper (TV-serie)
- 2013 – Call Me Fitz (TV-serie)
- 2013–2017 – Reign (TV-serie)
- 2013–2021 – Murdoch Mysteries (TV-serie)
- 2015 – 19-2 (TV-serie)
- 2015 – Killjoys (TV-serie)
- 2015 – Hemlock Grove (TV-serie)
- 2015–2016 – Heroes Reborn (TV-serie)
- 2016 – The Girlfriend Experience (TV-serie)
- 2016 – Damien (TV-serie)
- 2016 – Designated Survivor (TV-serie)
- 2017 – Bagel & Beckys show (TV-serie) (röst)
- 2017 – Good Witch (TV-serie)
- 2017 – Alias Grace (TV-serie)
- 2021 – Private Eyes (TV-serie)
- 2021 – Nurses (TV-serie)
- 2021–2022 – Locke & Key (TV-serie)
- 2021–2024 – Chucky (TV-serie)
- 2022 – Guillermo del Toro's Cabinet of Curiosities (TV-serie)
- 2023 – Fellow Travelers (TV-serie)